# Bordélyház

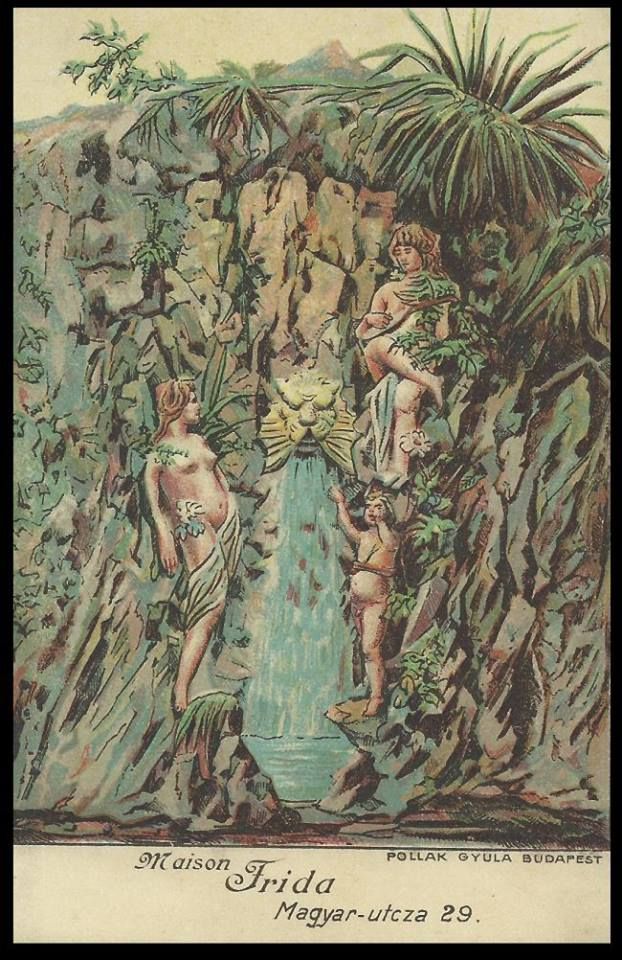
Madame Frida luxusbordélya, Magyar utca 29.

A bordélyház prostituáltak szolgáltatásait kínáló létesítmény. Általában kisebb-nagyobb szobákat magába foglaló, szállodaszerű épület, melyben az egyes szobákban fogadják a prostituáltak a vendégeiket. Modern bordélyházban tisztálkodásra is lehetőség van a fertőzések elkerülése és a kulturált higiéniás viszonyok miatt, bár a bordélyházak komfortja elég széles skálán mozog anyagi és helyi viszonyoktól függően. Magánlakások esetén is rendszerint többszobás ingatlanok funkcionálnak ugyanilyen módon, de előfordulhat kisebb ingatlan is, ha csak egy prostituált dolgozik benne.
A bordély szó 15. századi latin eredetű, jelentése kunyhó. A kupleráj német eredetű, és a nők erkölcstelen magatartására való csábítása, közvetítése a jelentése, eredete a kerítés jelentésű Kuppler.

## Története
A prostitúció egy ősrégi foglalkozás. A hatóságok arra törekedtek, hogy gátat vessenek a prostitúcióból eredő betegségek elharapózásának, a testi egészség veszélyeztetésének. Legtöbb helyen nem az egyszerű tilalommal lépett fel ellenük a hatóság, hanem gondoskodott arról, hogy a prostituáltakat (kéjnőket) nyilvántartsák. A prostitúció tiltása a tapasztalatok szerint kiirtásához nem, csupán ideiglenes elfojtásához vagy titokban űzéséhez vezet, s ezáltal növekszik a veszélye. A nyilvántartás segítségével a prostituáltak szoros rendőri és orvosi felügyelet alá kerültek. Egyik fő kérdése az erkölcsi és egészségügyi rendészetnek az volt, hogy a bordélyházak, a kéjnők tömeges együttlakása, kéjnők tartása és ez általi üzlet megengedhető-e, vagy pedig a prostituáltakat külön magánlakásra kényszerítsék. Később nagyobb szerepet kapott a magánlakásokban zajló prostitúció, amit sokszor harmadik fél (futtató, madám) nélkül maga a prostituált vagy prostituáltak hozott/hoztak létre. Számos országban, ahol ezt a törvényi keretek megengedik, vigalmi negyedekben legális bordélyházak is üzemelnek.